# Germain III
Germain III est patriarche de Constantinople de 1265 à 1266.

## Biographie
Archevêque d'Andrinople, il remplace le 25 mai 1265 le patriarche Arsène Autorianos qui a été destitué par l'empereur. Il est élu en pleine crise religieuse et le futur patriarche Joseph de Constantinople le force à abdiquer dès le 14 septembre 1266 et à retourner à ses fonctions d'archevêque.
Il continue néanmoins à être un personnage actif de la politique byzantine. Pro-unioniste, il fait partie de l'ambassade envoyée par Michel VIII Paléologue au concile de Lyon pour reconnaître l'Union des deux Églises auprès du pape Grégoire X.
Il meurt en 1289.